# Acronicta set
Acronicta set là một loài bướm đêm trong họ Noctuidae.